# سفارة أيرلندا لدى السعودية
سفارة أيرلندا لدى السعودية هي الممثلية الدبلوماسية العليا لدولة أيرلندا لدى المملكة العربية السعودية. تقع السفارة في حي السفارات في الرياض.